# Monts Lépins

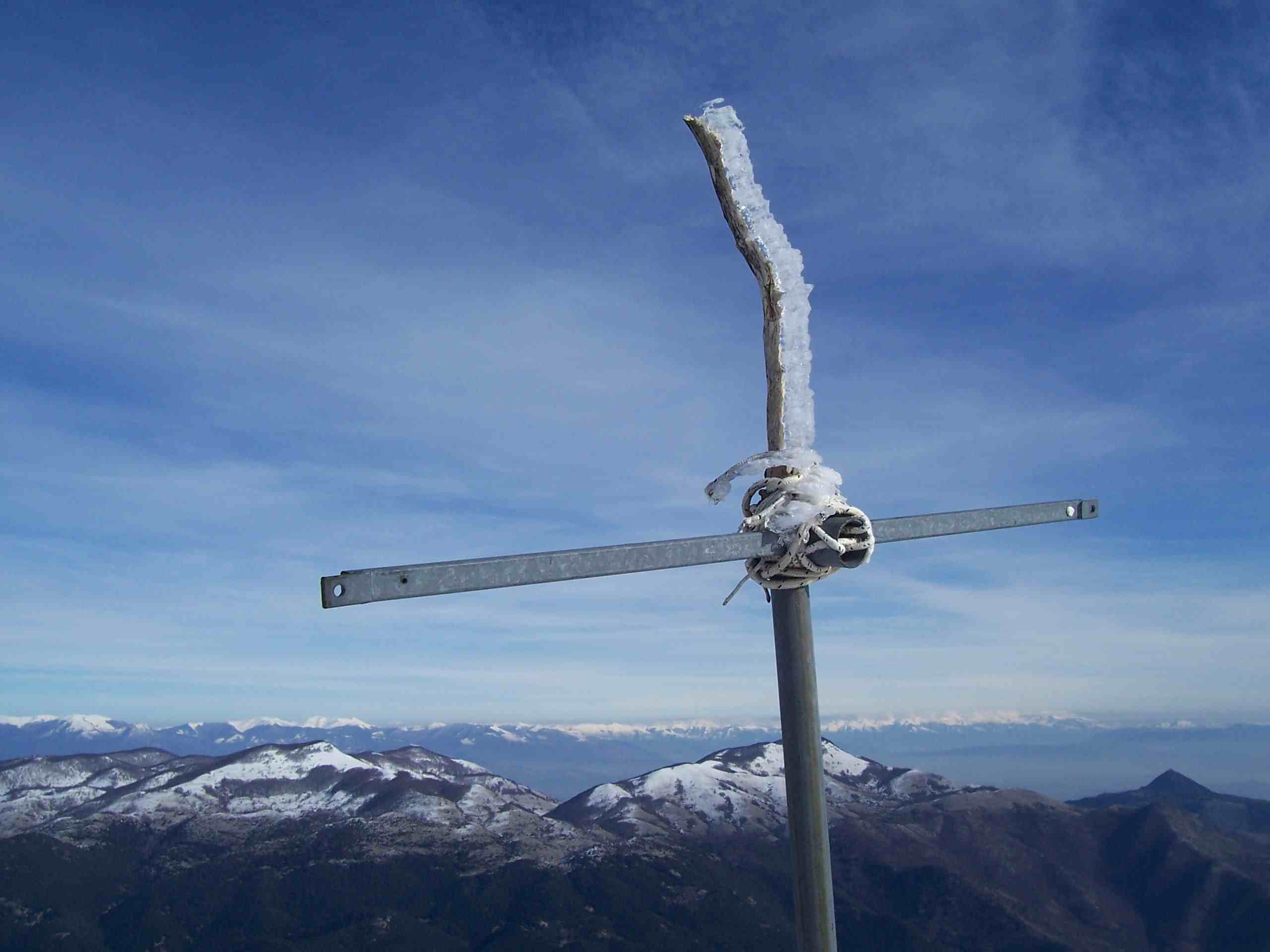
Vue panoramique des monts Lépins ; au fond, une partie des Anti-Apennins centraux.

Les monts Lépins (en italien : Monti Lepini) sont une chaîne de montagne appartenant aux Anti-Apennins dans la région du Latium, au centre de l'Italie, entre la province de Latina et la  ville métropolitaine de Rome Capitale.
Ces monts sont contigus au nord avec le mont Albain, à l'est avec la moyenne vallée Latine, au sud avec les monts Ausons et à l'ouest avec les marais pontins. Le point culminant des monts Lépins est le mont Semprevisa (it) à 1 536 m d'altitude.
Le nom provient probablement du latin lapis (« pierre ») qui fait référence aux montagnes calcaires.

## Géographie
Les principaux sommets qui se succèdent[Comment ?] sont :
- Monte Lupone (1 378 m) ;
- Monte Perentile (1 022 m) ;
- Monte Belvedere (1 258 m) ;
- Monte Caprea (1 421 m) ;
- Monte Ardicara (1 440 m) ;
- La Semprevisa (1 536 m), point culminant ;
- Monte Erdigheta (1 336 m) ;
- Monte della Difesa (923 m) ;
- Monte Malaina (1 480 m) ;
- Monte Cacume (1 095 m) ;
- Monte Gemma (1 457 m).

Un des sites les plus remarquables est le jardin de Ninfa.
Il existe également de nombreux gouffres :
- Ouso di Passo Pratiglio (Supino), -900 m, le plus profond de la région ;
- Ouso della Rava Bianca (Carpineto Romano), -710 m ;
- Inghiottitoio di Campo di Caccia (Gorga), -610 m ;
- Occhio della Farfalla (Carpineto Romano), -450 m ;
- Grotta dell'Erdigheta (Carpineto Romano), -450 m ;
- Grotta del Rapiglio ;
- Abisso Consolini (Carpineto Romano), env. -550 m ;
- Ouso di Pozzo Comune, environ -200 m ;
- Pozzo del Frigorillo ;
- Grotta del Faggeto, -315 m.

## Population
Dans l'Antiquité, ces monts étaient habités par les Volsques.

## Faune
La faune est composée de faucons pèlerins, de vautours fauves et de loups.